# Billaea shannoni
Billaea shannoni là một loài ruồi trong họ Tachinidae.